# Mazouco
Mazouco is een plaats (freguesia) in de Portugese gemeente Freixo de Espada à Cinta en telt 206 inwoners (2001).